# Ritratto di Isabella di Spagna
Ritratto di Isabella di Spagna è un dipinto a olio su tela (128,5x99,5 cm) realizzato nel 1632 circa dal pittore spagnolo Diego Velázquez, conservato nel Kunsthistorisches Museum di Vienna.

## Descrizione
Il ritratto raffigura Elisabetta di Borbone-Francia, figlia del re francese Enrico IV e Maria de' Medici, andata in sposa all'allora principe Filippo d'Asburgo; da allora divenne nota come Isabella di Spagna.
Velázquez la ritrasse in diverse occasioni tra il 1631 ed il 1633.